# Fannyella lepidota
Fannyella lepidota är en korallart som beskrevs av Bayer 1998. Fannyella lepidota ingår i släktet Fannyella och familjen Primnoidae.
Artens utbredningsområde är Södra Ishavet. Inga underarter finns listade i Catalogue of Life.